# سوئد در المپیک تابستانی ۱۹۹۲
سوئد در بازی‌های المپیک تابستانی ۱۹۹۲ که در شهر بارسلونا اسپانیا برگزار شد، کاروان سوئد با ۱۸۷ ورزشکار در این رقابت‌ها شرکت کرد و موفق به کسب ۱۲ مدال (۱ طلا، ۷ نقره، ۴ برنز) شد. در جدول رتبه‌بندی توزیع مدال‌ها، سوئد در ردهٔ ۲۷ مسابقات قرار گرفت.